# 대적수
"대적수"(Mortal Enemies)는 한국에서 제작된 박우상 감독의 1977년 영화이다. 바비 김 등이 주연으로 출연하였고 김태수 등이 제작에 참여하였다.

## 출연

### 주연
- 바비 김
- 김지혜
- 권영문
- 김기수

## 기타
- 조명: 차정남
- 녹음: 유창국
- 미술: 노인택